# Манычское сельское поселение (Багаевский район)
Манычское сельское поселение — муниципальное образование в Багаевском районе Ростовской области.
Административный центр поселения — станица Манычская.

## Административное устройство
В состав Манычского сельского поселения входят:
- станица Манычская
- хутор Арпачин
- хутор Пустошкин
- посёлок Ясный

## Население
| 2010  | 2012  | 2013  | 2014  | 2015  | 2016  | 2017  |
| ----- | ----- | ----- | ----- | ----- | ----- | ----- |
| 3817  | ↘3790 | ↘3712 | ↘3623 | ↗3636 | ↗3670 | ↗3682 |
| 2018  | 2019  | 2020  | 2021  |       |       |       |
| ↘3633 | ↘3556 | ↘3502 | ↘3487 |       |       |       |